# Tungstonia
Tungstonia é uma comunidade não incorporada e cidade fantasma no flanco sul da Montanhas Kern no extremo leste do condado de White Pine, no estado do Nevada, Estados Unidos, ao longo do Tungstonia  Wash.

## História
Em 1910, George Sims e C. Olsen descobriram aqui tungsténio e a exploração mineira começou em 1914 com a introdução de duas companhias mineiras do estado do Utah: a Salt Lake Tungstonia Mines Company e a Utah-Nevada Mining and Milling company.
O campo mineiro começou a crescer do ponto de vista demográfico: 25 pessoas em 1915 e no verão de 1916, o campo já tinha 50 habitantes, vários saloons e armazéns, uma pensão e várias construções em madeira.
A comunidade também chegou a ter por um período muito breve uma estação de correios, que serviu o local entre 4 de janeiro de 1917 até 3 de agosto desse ano.  One Kirby Smith served as its postmaster for the tenure of the service.
Contudo, as operações mineiras foram um fracasso, pouco se descobriu e a Salt Lake Tungstonia Mines Company cessou as operações mineiras em Tungstonia em 1918 e a população decresceu precipitadamente e a maioria dos residentes partiu.  A propriedade da companhia foi arrendada à Griffin Mining Company durante o verão de 1918, mas as descobertas foram infrutíferas e a maioria dos poucos habitantes abandonou o local.
A região viu um breve período de renascimento entre 1935-1942, quando três novas minas. ae Dandy, a Whiskey Bottle,e  Tungstonia foram novamente exploradas; apenas atividades esporádicas de exploração mineira têm sido feitas naquele distrito mineiro desde 1942.,tendo sido aí feito descobertas de minério no valor total 126. 000.00. de dólares.